# 토니 벨라마산
안토니오 "토니" 벨라마산 테헤도르(스페인어: Antonio "Toni" Velamazán Tejedor, 1977년 1월 22일, 카탈루냐 주 바르셀로나 ~)는 스페인의 전직 축구 선수로, 현역 시절 공격형 미드필더로 활약했다.
그는 프로 경력의 전성기 대부분을 에스파뇰에서 보냈는데, 라 리가에서 7시즌을 보내며 141번의 공식 경기에 출전했다. 그가 프로 무대 신고식을 치른 곳을 바르셀로나였다.

## 클럽 경력
카탈루냐 주 바르셀로나 출신인 벨라마산은 바르셀로나 유소년부를 졸업했다. 그는 요한 크라위프 감독이 이끌던 1995-96 시즌에 11번의 경기에 출전했으나, 1군에서 입지를 굳히지 못했고, 오비에도, 알바세테, 그리고 엑스트레마두라를 1년씩 전전했다.
우연히도, 벨라마산은 바르사의 이웃인 에스파뇰에 정착하여 6년 반을 활약했는데, 이 중 주전으로 활약한 시즌은 2년에 불과하다. 그가 가장 좋은 활약을 펼친 시기는 1999-2000 시즌이었는데, 소속 구단은 리그에서 14위에 그쳐 부진했지만, 벨라마산은 34번의 경기에 출전해 6골을 넣었고, 코파 델 레이에서는 정상에 올랐다. 그러나 2002년 1월 6일에 말라가전에서 무릎 부상을 당한 이후로는 완전히 회복하지 못했고, 2005년 12월 말에 류이스 쿰파니스를 떠나야 했다.
2006년 1월, 그는 알메리아와 1년 계약을 맺으면서 세군다 디비시온 무대에 복귀했는데, 이후 루스피탈레트로 가면서 고향으로 돌아가 2010-11 시즌 끝에 34세로 은퇴하기 전까지 머물렀다.

## 국가대표팀 경력
벨라마산은 스페인을 대표로 2000년 하계 올림픽에 참가하여 6경기에 모두 출전(이 중 단 한 경기만 90분을 소화)했고, 은메달을 획득했다.

## 수상

### 클럽
에스파뇰
- 코파 델 레이: 1999–2000

### 국가대표팀
스페인 U-23
- 올림픽 은메달: 2000

## 수상
1. ↑  Del calvario a la luz (시련 끝에는 빛이 들지어니); El País, 2002년 7월 28일 (스페인어)
2. ↑  Toni Velamazán, un ilustre en las filas del CE Hospitalet (토니 벨라마산, CE 루스피탈레트 선수단의 유명 인사); La Verdad, 2008년 5월 8일 (스페인어)
3. ↑  Toni Velamazán penjarà les botes aquest estiu (토니 벨라마산, 올 여름 축구화 벗는다); Ara, 2011년 8월 14일 (카탈루냐어)
4. ↑  Toni; at Sports Reference